# Photis dentata
Photis dentata är en kräftdjursart som beskrevs av Robert Alan Shoemaker 1945. Photis dentata ingår i släktet Photis och familjen Isaeidae. Inga underarter finns listade i Catalogue of Life.